# هری باروز
هری باروز (انگلیسی: Harry Burrows؛ زادهٔ ۱۷ مارس ۱۹۴۱) بازیکن فوتبال اهل بریتانیا است.
از باشگاه‌هایی که در آن بازی کرده‌است می‌توان به باشگاه فوتبال استوک سیتی، باشگاه فوتبال استون ویلا، و باشگاه فوتبال پلیموث آرگیل اشاره کرد.
وی همچنین در تیم ملی فوتبال زیر ۲۱ سال انگلستان بازی کرده‌است.